# 센류촌
센류촌(川柳村)은 나가노현 사라시나군에 있던 촌이다. 현재의 나가노시 시노노이 이시카와·시노노이 후타츠야나기에 해당한다.

## 역사
- 1889년 4월 1일 - 정촌제 시행에 의해 사라시나군 센류촌이 성립하였다.
- 1950년 7월 1일 - 도후쿠지촌, 시노노이정과 합병해, 새로운 시노노이정이 성립하여, 동일 센류촌은 폐지되었다.

## 교통

### 철도
촌내에 일본국유철도 시노노이선이 지나가지만 역은 설치되지 않았다.

## 참고문헌
- 角川日本地名大辞典 20 長野県